# Polygram Filmed Entertainment
Polygram Filmed Entertainment era una casa di produzione cinematografica anglo-olandese fondata l'8 maggio 1979, con sede a Londra, Regno Unito.
Fondata dalla Philips per fare concorrenza ai colossi di Hollywood, venne invece venduta ed accorpata agli Universal Studios. Tra le sue produzioni più conosciute vi sono Quattro matrimoni e un funerale (1994), Dead Man Walking - Condannato a morte (1995) Trainspotting (1996) e Al di là dei sogni (1998).

## Storia
L'etichetta discografica olandese PolyGram (di proprietà della Philips) creò la PFE nel 1979 per consolidare la sua società cinematografica già esistenti. Investì 200 milioni di dollari con l'intenzione di sviluppare uno studio cinematografico europeo in grado di produrre e distribuire film di livello internazionale, facendo concorrenza agli studios di Hollywood.
Seguendo lo stile della sua attività musicale, la società produsse film attraverso una serie di "etichette" semi-autonome, come la Working Title Films nel Regno Unito, mentre negli Stati Uniti la Propaganda Films e la Interscope Communications:  formò anche una propria rete di distribuzione. In Francia i film di produzione PolyGram vennero distribuiti attraverso la Pan-Européenne.
La produzione cinematografica della Polygram era diversa rispetto a quella dei tradizionali studi di Hollywood, nel senso che il potere di fare un film ("luce verde") non era centralizzato nelle mani di un piccolo numero di dirigenti, ma invece era deciso dalle trattative e dai contatti tra produttori, management e marketing.
La società aveva sede nel Regno Unito e ha investito pesantemente in cinematografia britannica. Nonostante una storia di produzione di successo, nel 1999 la Philips decise di vendere la PFE alla conglomerata Seagram.
Le attività della Polygram Filmed Entertainment si sono poi fuse con lo studio cinematografico di Seagram, Universal Pictures. La maggior parte dei suoi film, prodotti fino al 1996,  è ora controllata da Metro-Goldwyn-Mayer. L'Universal possiede il resto dei film pre-1996 (come "La vita è un sogno") e quelli del 1996-1999.  (da controllare bene: nella prima frase si dice che i film "prodotti fino al 1996" sono controllati da MGM mentre nella frase successiva si asserisce che i film "pre-1996" sono di Universal, visto che si tratta dello stesso periodo credo sia opportuno verificare)
Nel 1992, PolyGram si alleò con Universal Pictures per creare una joint venture denominata "Gramercy Pictures", che occupava prevalentemente di distribuire film PolyGram negli Stati Uniti. Dopo che la PolyGram venne assorbita dalla Universal nel 1999, si fuse con la "October Films"  e la Rogue Pictures per formare "USA Films", che poi divenne la Focus Features.

## Filmografia
- Fritz il gatto (1972)
- Amore senza fine (1981)
- Un lupo mannaro americano a Londra (1981)
- Missing - Scomparso (1982)
- Flashdance (1983)
- Chorus Line (1985)
- Signori, il delitto è servito (1985)
- Batman (1989, ed i sequel nel 1992, nel 1995, e nel 1997)
- Backbeat - Tutti hanno bisogno di amore (1994)
- Terminal Velocity (1994)
- Terra e libertà (1995)
- Jack & Sarah (1995)
- A casa per le vacanze (1995)
- Quando eravamo re (1996)
- Trainspotting (1996)
- Eddie - Un'allenatrice fuori di testa (1996)
- Relic - L'evoluzione del terrore (1997)
- Mr. Bean - L'ultima catastrofe (1997)
- Spice Girls - Il film (1997)
- I rubacchiotti (1997)
- Pioggia infernale (1998)
- Barney la grande avventura - il film (1998)
- Lock & Stock - Pazzi scatenati (1998)
- Il tempo di decidere (1998)
- Arlington Road - L'inganno (1999)